# Niklas Ødegård
Niklas Ødegård, né le 29 mars 2004 à Molde en Norvège, est un footballeur norvégien qui évolue au poste de milieu central au Ham-Kam.

## Biographie

### En club
Né à Molde en Norvège, Niklas Ødegård est formé par le club de sa ville natale, le Molde FK. En 2021 il participe au sacre des moins de 19 ans lors du tournoi de cette catégorie. Il joue son premier match en professionnel le 25 juillet 2021, lors d'une rencontre de coupe de Norvège face au Spjelkavik IL (en). Il est titularisé lors de cette rencontre remportée par son équipe sur le score de quatre buts à un.
Il participe à son premier match en Eliteserien, la première division norvégienne, le 11 mai 2022, contre l'Odds BK. Il entre en jeu à la place de Kristoffer Haugen (en) et son équipe l'emporte par trois buts à zéro ce jour-là.
Lors de la saison 2022, il est sacré Champion de Norvège,.
Le 20 mars 2024, Niklas Ødegård est prêté par Molde au Ham-Kam pour une saison.

### En sélection
Niklas Ødegård représente l'équipe de Norvège des moins de 17 ans, jouant un total de quatre matchs pour deux buts marqués en 2021. 

## Palmarès
Molde FK
- Championnat de Norvège (1) :
  - Champion : 2022.